# Josef Borgström
Karl Josef Ferdinand Borgström född 3 september 1893 i Gävle, död 20 maj 1925 i Stockholm, var en svensk konstnär.
Han var son till tapetserarmästaren Axel Borgström och hans maka född Bergvall samt bror till konstnären Hugo Borgström och arkitekten Birger Borgström. Han avlade en teckningslärarexamen vid Tekniska skolan och studerade därefter konst för Oscar Björck vid Konsthögskolan från 1918 samt under en studieresa till Frankrike 1921. Hans konst består av landskapsbilder från Frankrike och mellersta Sverige samt figurkompositioner. Han tilldelades den Hertliga medaljen för en landskapsmålning. Borgström är representerad vid Nationalmuseum, Länsmuseet Gävleborg och Malmö museum.
Josef Borgström är begravd på Gamla kyrkogården i Gävle.